# Archidiocèse de Port-au-Prince
L'archidiocèse métropolitain de Port-au-Prince est une circonscription territoriale de l'Église catholique en Haïti dans le département de l'Ouest. Il est le siège de l'une des deux provinces ecclésiastiques d'Haïti (avec celle de Cap-Haïtien). L'archevêque de Port-au-Prince est Max Leroy Mésidor, nommé le 7 octobre 2017.

## Histoire
Il a été érigé le 3 octobre 1861, en même temps que les diocèses des Cayes, des Gonaïves, de Cap-Haïtien et de Port-de-Paix par division de l'archidiocèse de Santo Domingo, jusque-là seul diocèse de l'île d'Hispaniola. 
Lui-même a perdu une partie de son territoire en 1988 lorsque fut érigé le diocèse de Jacmel.

## Églises importantes
Les deux églises notables de l’archidiocèse, situées à Port-au-Prince, ont été détruites lors des séismes de 2010 :
- l’église principale de l’archidiocèse, la cathédrale Notre-Dame-de-l’Assomption[1], a été remplacée par une procathédrale[2] ; et
- le sanctuaire Notre-Dame-du-Perpétuel-Secours, reconnu sanctuaire national par la Conférence épiscopale d’Haïti[3],[4], est remplacé par une chapelle temporaire[5].

## Liste des archevêques de Port-au-Prince
- Martial Testard du Cosquer (1863 - 1869)
- Jean Marie Guilloux (1870 - 1885)
- Constant-Mathurin Hillion (en) (1886 - 1890)
- Giulio Tonti délégué apostolique (1892-1893), administrateur apostolique(1893-1894), archevêque (1894 - 1902)
- Julien Conan (1903 - 1930)
- Joseph-Marie Le Gouaze (1930 - 1955)
- François-Marie-Joseph Poirier (en) (1955 - 1966)
- François-Wolff Ligondé (1966 - 2008)
- Joseph Serge Miot (2008 - 2010)
- Guire Poulard (2011 - 2017)
- Max Leroy Mésidor (depuis 2017)